# Sielsowiet Łuki
Sielsowiet Łuki (biał. Лукскі сельсавет, Łukski sielsawiet; ros. Лукский сельсовет) – sielsowiet na Białorusi, w obwodzie grodzieńskim, w rejonie korelickim, z siedzibą w Łukach.

## Demografia
Według spisu z 2009 sielsowiet Łuki zamieszkiwało 1225 osób, w tym 1158 Białorusinów (94,53%), 39 Rosjan (3,18%), 13 Polaków (1,06%), 8 Ukraińców (0,65%), 4 Tatarów (0,33%), 2 osoby innych narodowości i 1 osoba, która nie podała żadnej narodowości.
Do 2019 liczba ludności spadła do 983 osób. Największą miejscowością były wówczas Łuki (584 mieszkańców). Liczba ludności żadnej z pozostałych miejscowości nie przekraczała 86 osób.

## Geografia i transport
Sielsowiet położony jest na Nowogródczyznie, w środkowej części rejonu korelickiego.
Przez sielsowiet przebiegają jedynie drogi lokalne.

## Miejscowości
- agromiasteczko:
  - Łuki
- wsie:
  - Bojary
  - Dołmatowszczyzna
  - Kryszyłowszczyzna
  - Lubanicze
  - Ostaszyn
  - Uniechowo
  - Wyszkowo